# Teodor Dragu
Teodor Dragu (n. 1848, Zăpodeni, Vaslui – d. 1925, București)  a fost un inginer și inventator român, întemeietorul ingineriei mecanice în România. A construit mai multe tipuri de locomotive cu abur și a introdus în 1887, pentru trenurile din rețeaua feroviară română, sistemul de încălzire cu abur a trenurilor, sistem asemănător cu cel folosit la locomotive. În anul 1892 a introdus mecanismul de frânare automată cu aer comprimat, sistem Westinghouse. A inițiat utilizarea în România a locomotivelor care foloseau combustibil lichid și a inventat pentru acestea un injector cu păcură pentru focarele cazanelor. Sistemul a fost perfecționat de englezi după primul război mondial.
Dragu urmează clasa întâi gimnaziala la Liceul Național din Iași unde figurează ca bursier. Este premiat în fiecare an și bacalaureatul îl obține în 1871, după ce absolvise clasa a VII-a cu cea mai mare medie de studiu din liceu (9.66).
Între anii 1863-1871 a studiat la Academia Mihăileană, după care studiază la Paris și devine în 1876 inginer diplomat al Școlii Centrale de Arte și Meserii. După un an de practică în Paris, în 1878 se întoarce în România și fondează în 1881 Societatea Politehnică, al cărei președinte va fi între anii 1915-1919. În anul 1886 este numit șef al serviciului de ateliere și material rulant al CFR. Între anii 1880-1915 a fost profesor de construcții de mașini cu abur la Școala Națională de Poduri și Ṣosele.
În anul 1892, împreună cu Anghel Saligny, a participat la al IV-lea Congres al drumurilor de fier din St. Petersburg, iar în 1905 la Congresul de la Washington.

## Lucrări
- Locomotivele tender și locomotivele cu tender deosebit comparate din punct de vedere al aplicațiunilor lor pe căile secundare, în lărgime normală (1886)
- Description des installations et des appareils en usage aux chemins de fer de l'etat roumain pour l'emploi des locomotives (Congresul internațional de petrol, București, 1907)